# 建築聯盟學院
建築聯盟學院（Architectural Association School of Architecture），常簡稱為AA或，有時亦翻做建筑协会学院、AA建築學院，英國建築聯盟或英國建築學院，是英國最老的建築類獨立學校，是全球最重要和有影響力的建築學院之一。主校區位於倫敦，另在多塞特的胡克公園（Hooke Park）有分校區。

## 歷史

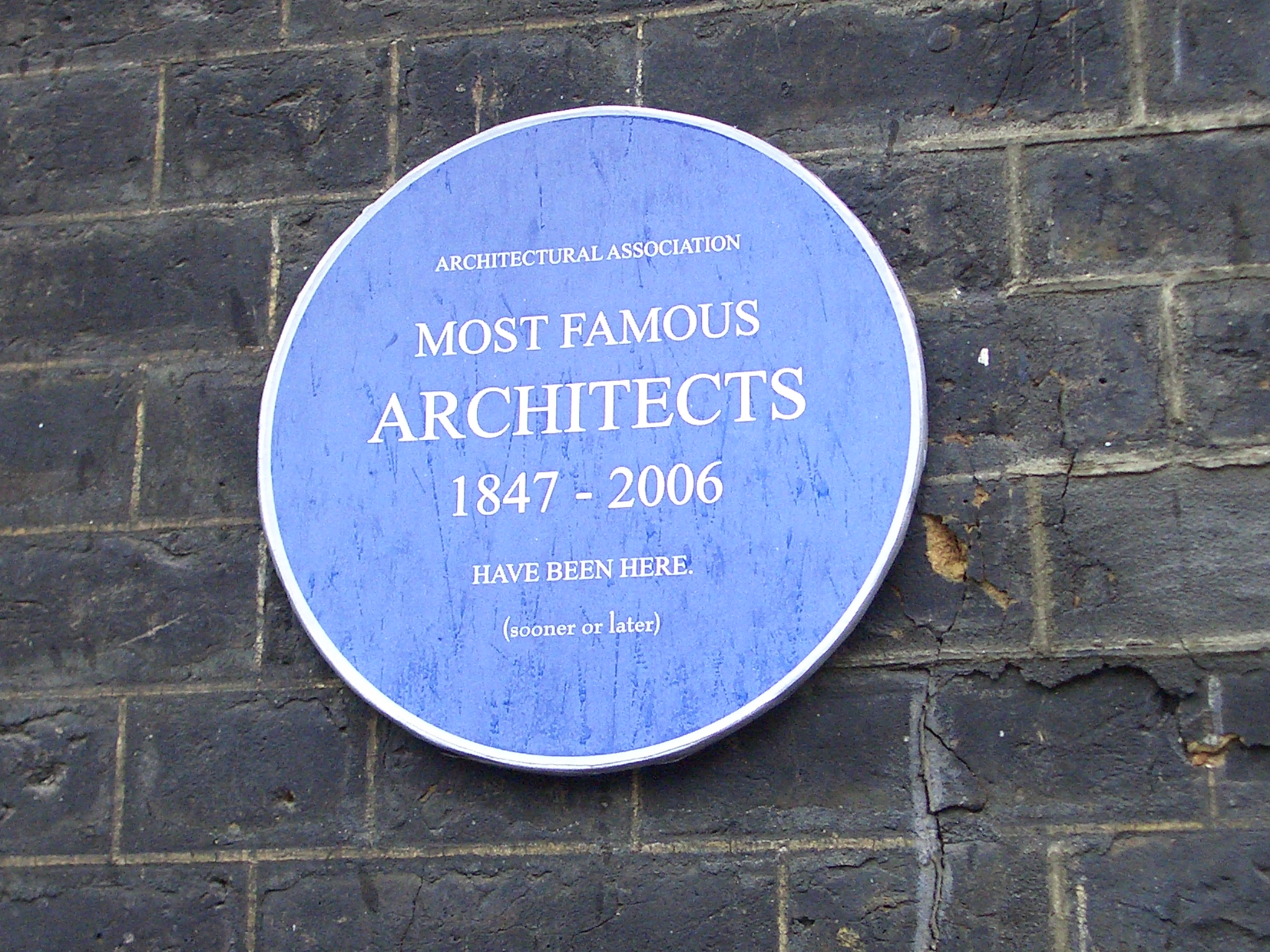
入口的藍色牌匾

建築聯盟（AA）於1847年由Robert Kerr和Charles Grey領導的一群年輕的學徒在倫敦創立。作為對當時主流建築教育條件的反抗，AA最初成立，而後發展成為全球最重要和有影響力的建築學院之一。該校當時的師資都是一時之選，諸如约翰·拉斯金與乔治·吉尔伯特·斯科特。
1890年到1901年間，該校的教育系統逐漸成形。在1901年，校址移動到前英國皇家建築博物館的館址。在1920年，再度遷移到英國貝德福德廣場（在倫敦的市中心）。為20世紀上半葉英國唯一一所提供現代建築教育的大學。
它自1917年開始招收女性學生。
教師以及校友包括現代主義後大多建築流派的領軍者，包括20世紀早期的建築電訊派，粗獷主義，高技派，以及後來的後現代主義，解構主義，參數化主義。亦直接催生第一波非西方先鋒派的建築運動，來自日本的代謝派。是誕生最多普利茲克獎得主的院校之一。另外在建築教育體系中也卓有貢獻，哈佛大學設計研究院（GSD）、蘇黎世高工(ETH) 、UCL和UCLA的建築學院院長均來自AA。

## 圖片
- DRL10 Pavilion
- AA Gallery.

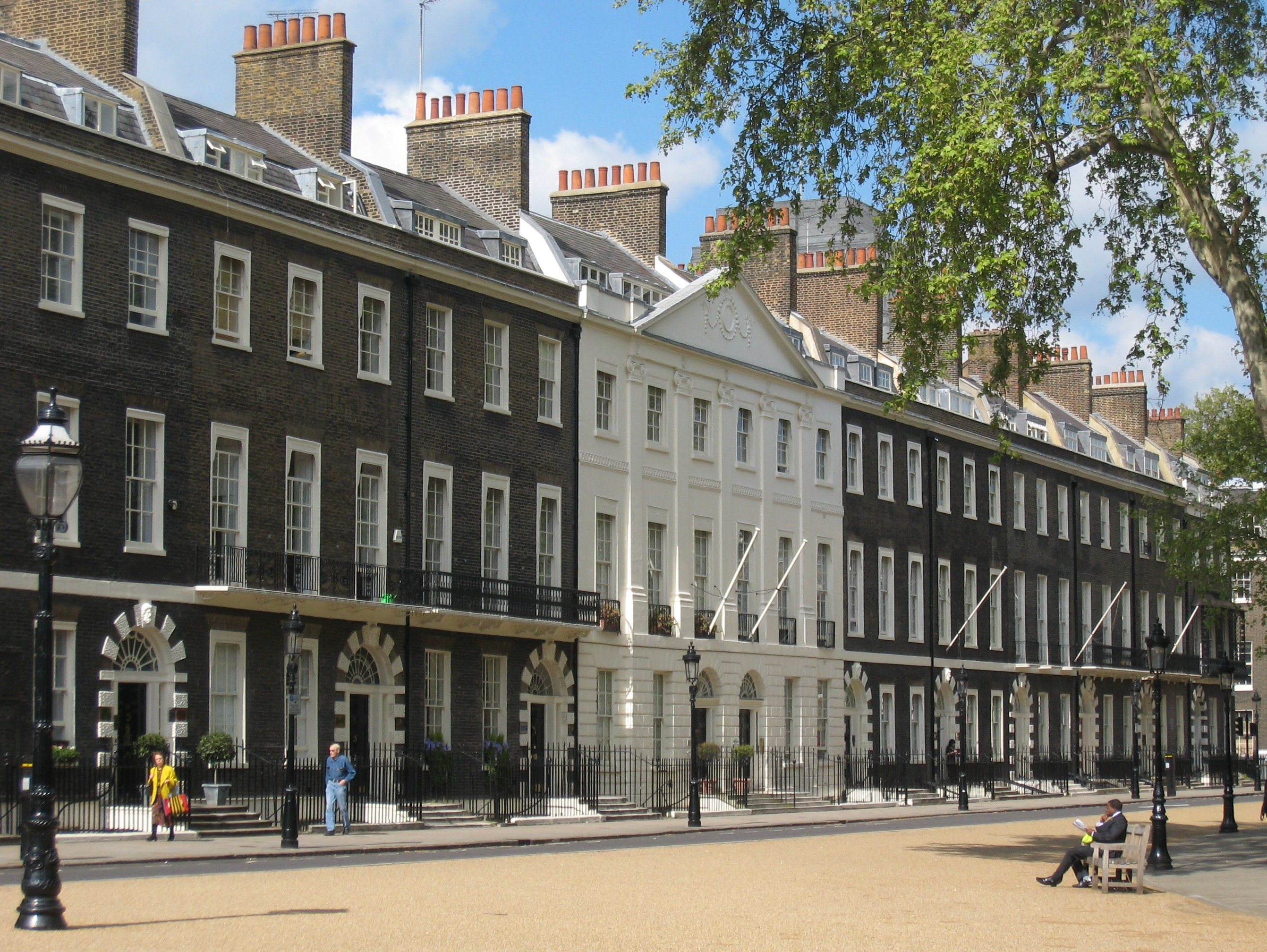
建築聯盟學院

- Architectural Association School of Architecture.
- AA Intermediate Unit 2 'Swoosh' pavilion, 2008.
- Inside the AA.

## 課程
AA的課程被規劃為兩大區，一是建筑學課程，授與AA Intermediate(BA(Hons))學士与AA Diploma(MArch)碩士學位；二是泛建筑學研究課程，主修可有景觀設計、城市设计、環境設計、建筑史和理論、綠色建築、節能建築、設計研究室等。該校特別而且先進的課程吸引了不少頂尖的建築師前來授課，且履次參與國際性的建築設計案，將建築學的探險開拓到新的領域。AA的知名度同時也來自於特殊的學校系統，它是位與英國國立大學系統之外，相較下學費高昂的私立院校。但AA對英國本地、歐盟以及來自其他國家的學生收取相同的學費。相較於其他昂貴的英國私立院校，AA的教育系統具有相當的競爭力。所以該校的國際學生數量比其他英國建築學校的還要多。
此外，它也不在UCAS當中，但是它的大學申請過程依據UCAS的準則，其學歷也是被承認的。

## 知名校友
- 2000年普利茲克獎得主，雷姆·库哈斯，大都會建築事務所創辦人
- 2004年普利茲克獎得主，2010，2011年斯特林奖，薩哈·哈帝
- 2007年普利茲克獎得主，英國高技派四巨頭之一，理查德·罗杰斯
- 2023年普利茲克獎得主，2007年斯特林奖 , 大卫·奇普菲尔德
- 後现代主义領軍人物，城市規劃師，丹尼絲·斯科特·布朗
- 建築電訊派領軍人物，彼得·库克爵士
- 现代主义理論家，肯尼思·弗兰普顿
- 英國高技派四巨頭之一，邁克爾·霍普金斯
- 英國高技派四巨頭之一，尼古拉斯·格雷姆肖
- 粗野主义代表人物，丹尼斯·拉斯頓
- 2000年斯特林奖得主，威爾·艾爾索普
- 塞德里克·普賴斯
- 史蒂芬·霍爾
- 本·贝克 - 联合工作室 (UN studio)
- 阿曼達·萊維特
- 约翰·弗雷泽
- 莫森·穆斯塔法維
- 茱莉亞·巴菲爾德
- 大衛·馬克斯
- 埃利亚·曾赫利斯，大都會建築事務所創辦人
- 羅恩·阿拉德
- C.J. Lim
- 埃爾．魏茲曼
- 邁克爾·烏立克·亨塞爾
- 約翰·波森
- 奈瑞·奧克斯曼
- 奧勒·舍倫
- 林少偉
- 陸謙受

## 知名教師
- 2015年普利茲克獎得主，弗萊·奧托
- 解構主義大師，伯納德·屈米
- 2008年斯特林奖,艾莉森布魯克斯
- 特里·法雷爾
- 參數主义領軍人物，帕特里克·舒馬赫
- 粗野主义領軍人物，彼得·史密森
- 列昂·克里爾
- 罗宾•米德尔顿
- 大衛·阿賈耶
- 英国控制论学代表人物，戈登·帕斯克
- 2022年简·鲁德奖得主法希德·穆薩維
- 菲利普·朗恩
- 2000年普利茲克獎，雷姆·库哈斯，大都會建築事務所創辦人
- 2004年普利茲克獎得主，2010，2011年斯特林奖，薩哈·哈帝
- 2000年斯特林奖，威爾·艾爾索普
- 塞德里克·普賴斯
- 后现代主义建筑评论家，查尔斯·詹克斯
- 本·贝克 - 联合工作室 (UN studio)
- 彼得·库克爵士
- 现代主义領軍人物，肯尼思·弗兰普顿
- 约翰·弗雷泽
- 丹尼爾·里伯斯金
- 莫森·穆斯塔法維
- 埃利亚·曾赫利斯，大都會建築事務所創辦人
- 邁克爾·烏立克·亨塞爾
- 後现代主义代表人物，查爾斯·詹克斯
- 布雷特·斯蒂爾

## 外部連結
- 學校網站 （页面存档备份，存于）
- 建筑东西：AA中国校友独立学术实践组织 （页面存档备份，存于）
- AA的台灣留學生網站